# Hilde Schramm

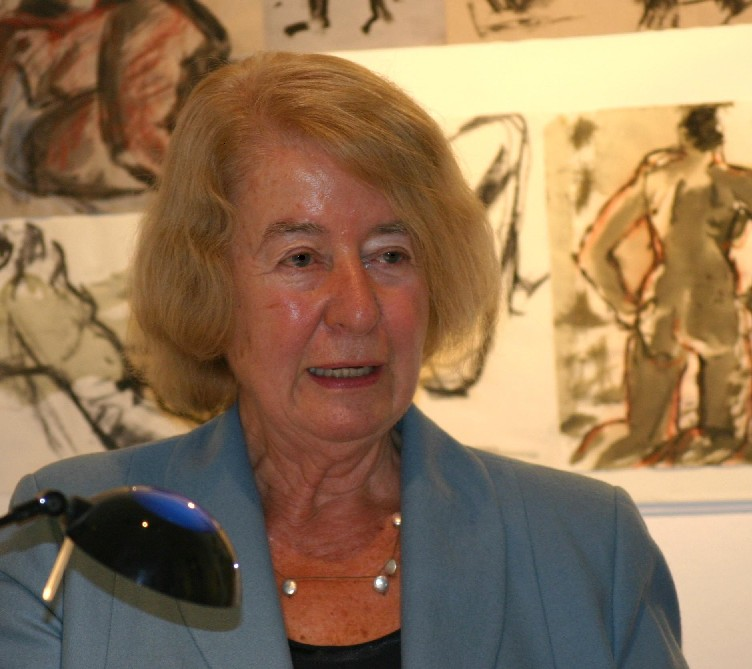
Hilde Schramm, 2012

Hilde Schramm (nascida em 1936) é uma política alemã, melhor conhecida por ser a filha de Albert Speer, que era membro do restrito grupo de amigos de Adolf Hitler durante o Terceiro Reich.